# 倫敦國王學院禮拜堂
倫敦國王學院禮拜堂是倫敦國王學院的禮拜堂，於19世紀在學院河岸校區興建，為英國一級登錄建築。禮拜堂在1831年由羅伯特·斯默克爵士所建成，及後由喬治·吉尔伯特·斯科特爵士以7000英鎊改建為目前的新文藝復興風格建築。

## 歷史

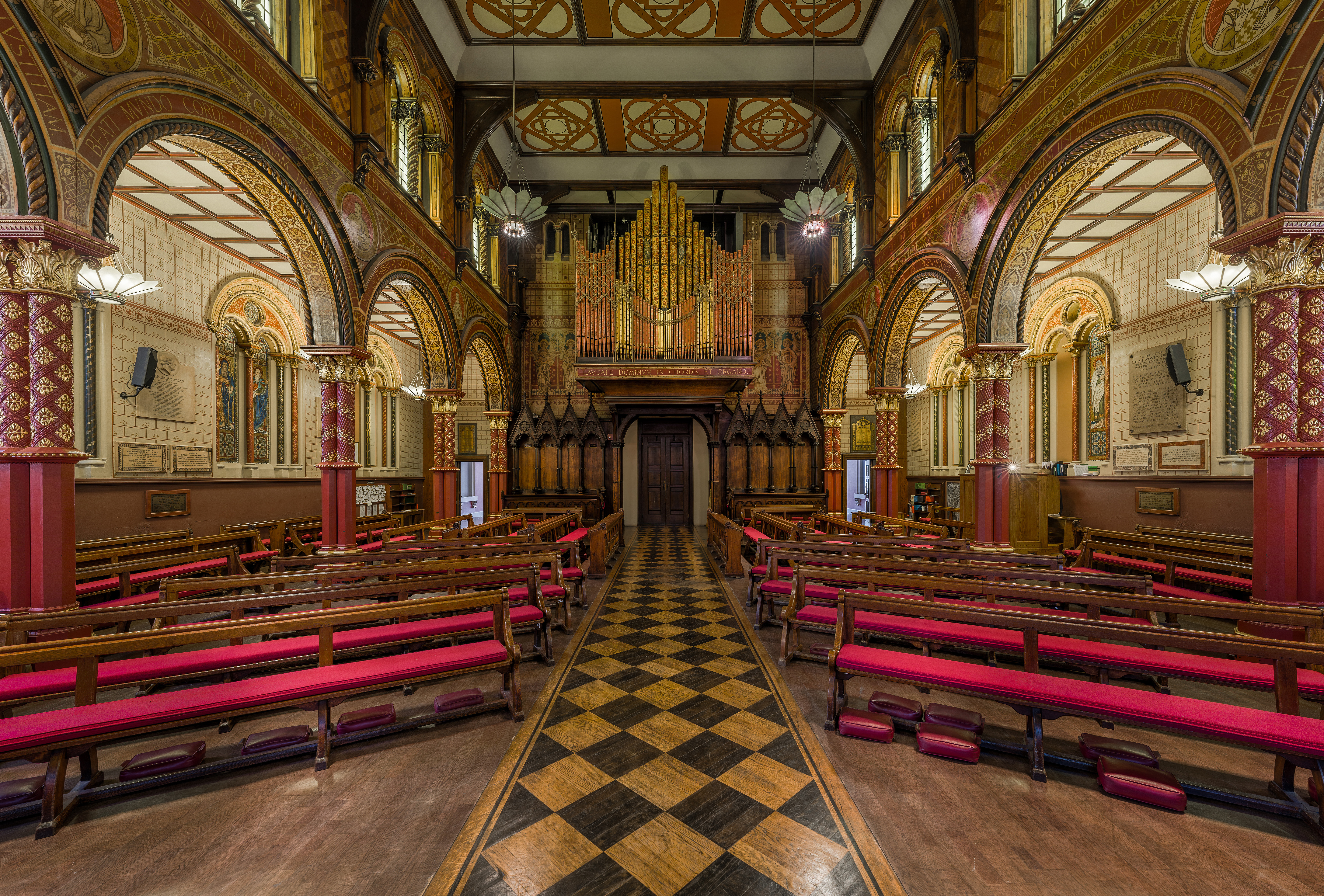
從禮拜堂半圓形後殿望向管風琴

倫敦國王學院禮拜堂由建築師羅伯特・斯默克設計，並於1831年完成，最初是學院大樓（後為國王大樓）的一部份。禮拜堂最初與國王學院大樓相連，位於大樓大廳之上的一樓，可由兩道主樓梯到達。禮拜堂是國王大樓的中心，反映作國王學院作為英國國教會所創立的傳統地位。
儘管沒有相片紀綠，禮拜堂原來的設計為一間低樓底而廣闊的房間，保留了喬治四世統治時期的教會學觀念。然而，在19世紀中期，禮拜堂的設計被大學牧師普拉姆普特認為落伍，因而在1859年提出重建計劃；計劃後經學院理事會許可通過。
學院邀請著名建築師喬治·吉尔伯特·斯科特爵士提出方案：他認為在古典建築中加入教會性質的最佳方案為取用巴西利卡建築形式。此提案受學院接受，並在1864年完成禮拜堂的重建工程，當時的改造費用僅超過7000英鎊。

### 19和20世紀
在19世紀改建禮拜堂時，由於禮拜堂位於國王大樓大堂之上，斯科特在拱廊和上層中殿牆壁中用上較輕的建築系統，以解決重建工程中出現的建築困難。20世紀時，禮拜堂亦經過多項改建及發展，其設計因此而有所改變。斯科特所設計的斜屋頂由大型油畫裝飾所覆蓋，惟這些油畫因為1930年代的天花處理工程而遺失。另外，在第二次世界大戰時，禮拜堂中部份飾以花窗玻璃的窗遭受破壞。在1948年，參與興建西敏寺的建築師斯蒂芬·歐內斯特·戴克斯·鮑爾及後受邀請重建因二戰而所破壞的禮拜堂。在其指引下，禮拜堂的窗改以著色大教堂玻璃所裝飾；而拱廊柱亦重新上色。

### 21世紀
國王學院禮拜堂校牧團隊期望禮拜堂能夠保留傳統並融合當代文化，禮拜堂因而在1996年起開始計劃修復及翻新工程。修復工程在2001年正式完成。

## 半圓形後殿

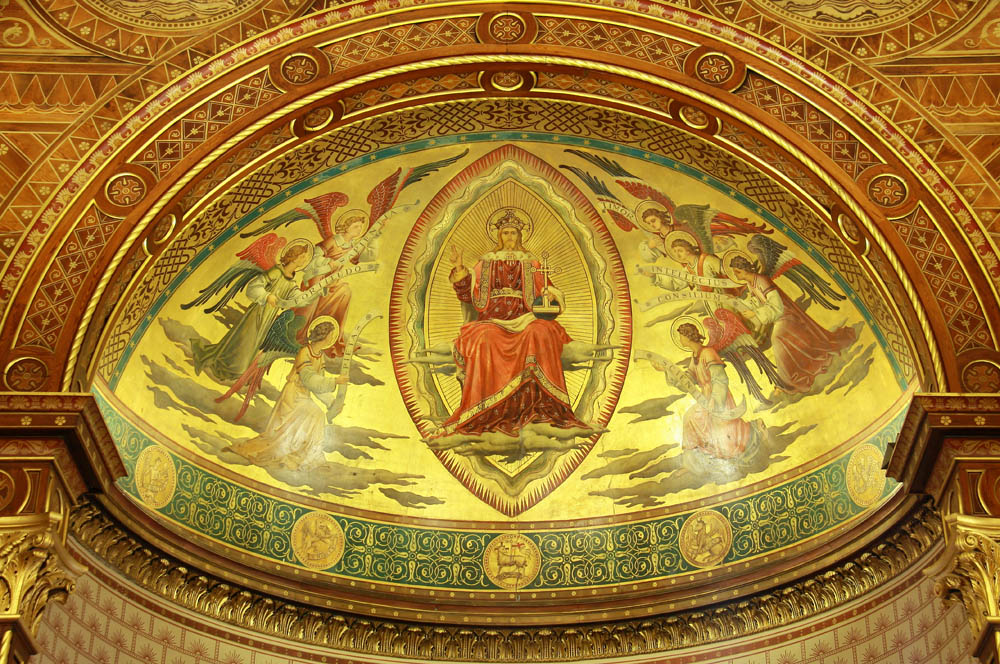
倫敦國王學院禮拜堂後殿

學院禮拜堂的半圓形後殿參考自安東尼·薩爾維亞蒂的作品，描繪著被天使圍繞的基督。後殿兩旁由垂直面板所裝飾，當中包括拿著刻上國王學院校訓（聖潔與智慧）捲軸的人像。半圓形後殿的拱肩繪有教會聖師以及四位16及17世紀聖公會神學家的畫像，惟這些畫像不存在於斯科特的設計中，因此被認為是後期所加上。

## 管風琴家
以下列表列出國王學院禮拜堂的管風琴家：
- 1835年 Henry Bevington
- 1854年 William Henry Monk
- 1889年 John Edward Wernham
- 1916年 從缺
- 1937年 Robert Linton Shields
- 1941年 從缺
- 1945年 Harold Last
- 1953年 Ernest H. Warrell